# Solvant deutéré
Les solvants deutérés sont des solvants isotopiquement substitués en isotope D (soit 2H) de l'hydrogène à la place de l'isotope ultra-majoritaire 1H. L'expression « isotopiquement substitué » désigne un enrichissement proche de 100 %.
Ce type de solvants est particulièrement utile en résonance magnétique nucléaire (RMN) mais ils peuvent également être utilisés pour d'autres buts, par exemple comme réactifs.

## Notations

### Pourcentage d'enrichissement
L'enrichissement est indiqué en pourcentage d'atomes d'hydrogène effectivement remplacés par un atome de deutérium.
Pour un solvant très simple comme le chloroforme (CHCl3) qui n'a qu'un seul atome d'hydrogène, le calcul est simple :
pour un enrichissement à 99,8 %, on a un mélange de 99,8 % de CDCl3 et 0,2 % de CHCl3.

### Nomenclature
Si l'on note la formule brute ou la formule semi-développée, on indique simplement la lettre D au lieu de H partout où la substitution isotopique a eu lieu. Sinon, on utilise le nom ou l'abréviation suivie d'un trait d'union et, en italique, la mention dn où n indique le nombre d'atomes isotopiquement substitués, ce qui correspond presque toujours au nombre total d'atomes d'hydrogène.
| Composé deutéré       | Formule semi-développée | Notation « -dn »             | Nom systématique                                            |
| --------------------- | ----------------------- | ---------------------------- | ----------------------------------------------------------- |
| Chloroforme           | CDCl3                   | Chloroforme-d                | Deutérochloroforme                                          |
| Méthanol tétradeutéré | CD3OD                   | Méthanol-d4                  | Tétradeutérométhanol                                        |
| Méthanol trideutéré   | CD3OH                   | Méthanol-d3                  | 1,1,1-trideutérométhanol                                    |
| Diméthylsulfoxyde     | CD3SOCD3                | DMSO-d6 Diméthylsulfoxyde-d6 | Hexadeutérodiméthylsulfoxyde Bis(trideutérométhyl)sulfoxyde |

## Prix
Le choix d'un solvant deutéré en RMN est principalement guidé par :
- la solubilité du composé à analyser dans le solvant ;
- permettre la comparaison avec des données de la littérature ;
- la température de fusion ou d'ébullition lorsqu'il faut mener des expériences RMN à certaines températures ;
- le prix.

Il faut disposer d'un volume d'échantillon de 0,75 à 1,00 ml pour effectuer une expérience de RMN dans un tube de 5 mm de diamètre et certains solvants deutérés coûtent environ 200 €/ml HT. En outre, on ne peut que très difficilement récupérer le solvant qui doit donc être considéré comme jetable.
Le tableau ci-dessous regroupe le coût approximatif d'un millilitre de solvant deutéré :
| Solvant            | % D  | Prix HT (€/ml)* | Rapport / prix du CDCl3 |
| ------------------ | ---- | --------------- | ----------------------- |
| Acétone-d6         | 99,9 | 2,58            | 7                       |
| Acétonitrile-d3    | 99,8 | 4,42            | 12                      |
| Benzène-d6         | 99,6 | 3,61            | 10                      |
| Chloroforme-d      | 99,8 | 0,36            | 1 (référence)           |
| D2O (eau lourde)   | 99,8 | 0,90            | 2,5                     |
| Dichlorométhane-d2 | 99,9 | 15,1            | 42                      |
| DMF-d7             | 99,5 | 31,6            | 88                      |
| DMSO-d6            | 99,9 | 2,45            | 7                       |
| Méthanol-d4        | 99,8 | 6,04            | 16,5                    |
| NMP-d9             | 98   | 197             | 547                     |
| THF-d8             | 99,5 | 30,8            | 86                      |
| Toluène-d8         | 99,6 | 5,56            | 15                      |

* Les prix ont été collectés sur différents catalogues en mars 2014 pour un achat en France métropolitaine en choisissant des enrichissements isotopiques comparables et le conditionnement le plus important disponible. Ces prix peuvent varier fortement et ne sont donnés qu'à titre indicatif. Les remises pour « gros volumes », « grands comptes » ou « éducation » n'ont pas été pris en compte.